# 巴赫拉姆谷

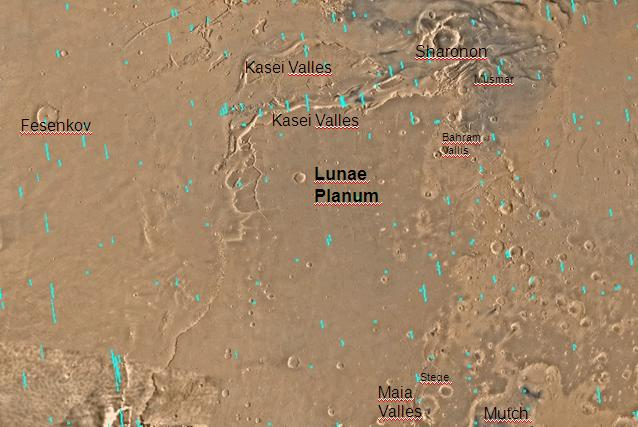
火星月沼區地圖。卡塞谷是非常古老的河谷。

巴赫拉姆谷（Bahram Vallis）是位於火星月沼區的一個古老河谷，中心座標20.7° N, 57.5°。

## 地理
該峽谷長度約302公里，以波斯語的火星命名。巴赫拉姆谷位於卡塞谷南側和韋德拉谷中間。巴赫拉姆谷是一個只有單一谷道的峽谷，部分區域谷壁是扇狀的。在該谷底部的水流侵蝕地表特徵代表該峽谷在形成時有流體流過。

## 圖集

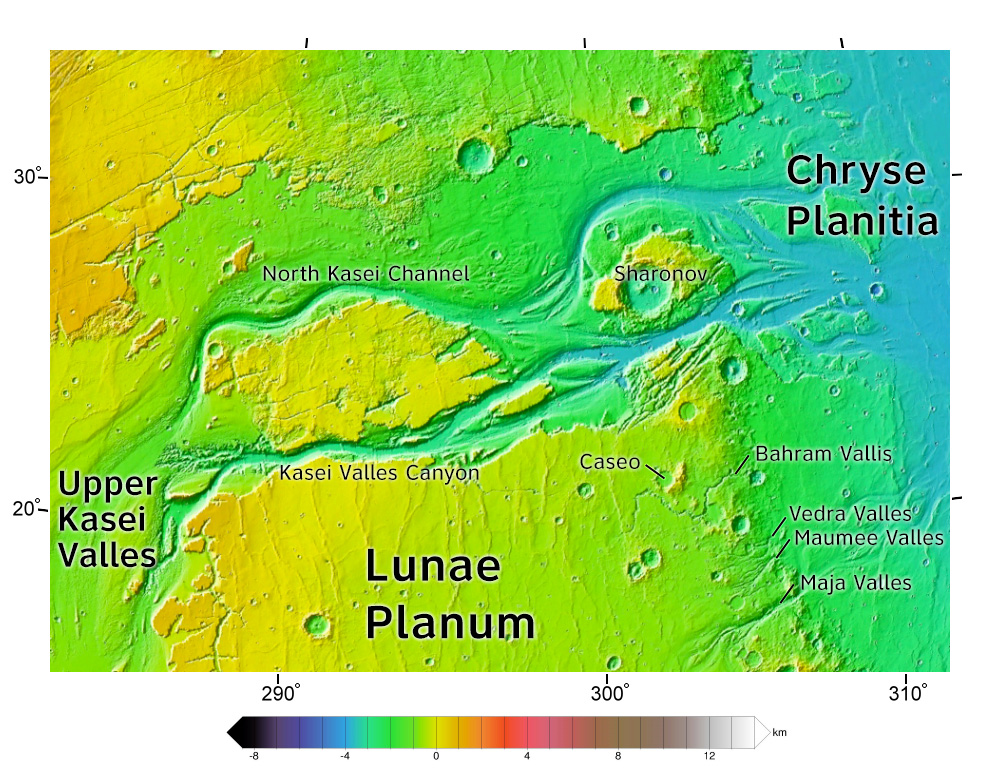
卡塞谷北側邊緣區域。影像中可看出卡塞谷、巴赫拉姆谷、韋德拉谷、茂米谷和邁亞谷（Maja Valles）的關係。這些河谷的水都流向較低的克里斯平原。
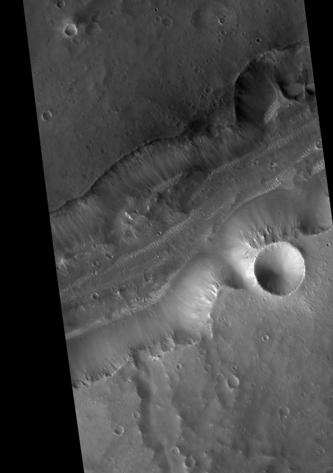
HiRISE拍攝的巴赫拉姆谷。在北側谷壁底部可見旋轉滑坡（滑移）。